# Удил
Удѝл (на руски: Удыль) е голямо сладководно езеро в Азиатската част на Русия, Хабаровски край.
С площ от 330 km² е 3-то по големина езеро в Хабаровския край след Чукчагирското езеро и езерото Болон и 36-о по площ в Русия.
Езерото Удил е разположено в пределите на Удил-Кизинската депресия, на 15 km западно от левия бряг на река Амур. Основната част от депресията е заета от езерно-алувиална равнина, силно заблатена, с „разхвърляни“ по нея реликтови приезерни валове и остатъчни възвишения. Площта му е 330 km². Дължина от североизток на югозапад 50 km, ширина 10 – 12 km. В него има 4 острова: Тригърби (най-голям), Дяволски, Чаячи и Каменисти, като двата последни представляват каменисти издатини над водата върху които гнездят колония от чайки. Югоизточният бряг е по-висок, на места скалист, с многочислени заливи и далеко вдаващи се в езерото носове. Той е изграден от глинести и варовикови седименти. Този бряг е подложен на активна абразия, поради почти постоянните северозападни и северни ветрове образуващи големи вълни. Северните и западните брегове са ниски и блатисти, покрити с тревна и блатна растителност. 
Езерото е плитко: средна дълбочина 2 – 3 m, максимална – 5 m, със среден обем около 1 km3. Дъното в южните му части е покрито с чакъл, а покрай северното крайбрежие е предимно тинесто. Удил е проточно езеро и неговия хидроложки режим в значителна степен е обусловен от водния режим на река Амур и на реките вливащи се в него. Водосборният му басейн заема площ от 12 400 km². В него се вливат множество реки, като най-големи са: Пилда (от юг), Бичи и Битка (от северозапад) и Алочка (от запад). Тези реки ежегодно внасят в езерото голямо количество наноси, които се отлагат в приустиевите им участъци и образуват множество непостоянни острови. Реките Бичи и Битка в устията си са съединени и образуват доста голяма делта. От североизточния му ъгъл изтича протока Ухта (дължина 36 km, ширина 30 – 50 m, дълбочина 5 – 6 m), чрез който се свързва с река Амур.
Подхранването на езерото е смесено – снежно и дъждовно. Нивото на водата е непостоянно, с годишна амплитуда до 3 m. Първото покачване на водното ниво се появява през май в резултат от топенето на снеговете. През август и септември се наблюдава второ повишаване, предизвикано от обилните през този сезон дъждове. Най-ниско ниво се наблюдава в края на март. Поради малката си дълбочина през зимата практически езерото замръзва до дъно. Процесът на ледообразуване в различните участъци в езерото протича с различна интензивност и продължителността му се удължава. През различните години езерото Удил замръзва от края на октомври до началото на декември, а се размразява през първата половина на май. Дебелината на леда превишава 1 m, а в отделни сурови зими може да достигне до 1,6 – 1,8 m. В някои изолирани и по-дълбоки места остава незамръзнала вода. През лятото водата се нагрява до 25 – 27 °C.
На брега на езерото, при изтичането на протока Ухта е разположено село Калчем, а надолу по протока – селата Солонци и Ухта. Удил е едно от най-значителните места за гнездене на водоплаващи и прелетни птици, в т.ч. на редица редки и изчезващи видове.
Езерото е открито през май 1852 г. от Дмитрий Орлов и за първи път нанесено на карта през май 1852 г. от Николай Бошняк, участници в Руската правителствена експедиция възглавявана от морския капитан Генадий Невелски. През 1867 г. руският военен топограф Алексей Будишчев извършва първото топографско картиране на бреговете му и реките, вливащи се в него.